# Colin Bishop Callendar
Colin Bishop Callendar, britanski general, * 1897, † 1979.